# Trobada Mundial de les Famílies
L'Trobada Mundial de les Famílies és una convocatòria de l'Església Catòlica que se celebra cada tres anys des del 1994.
Joan Pau II va fundar aquestes trobades el 1992 argumentant que El futur de la Humanitat es forja en la família. Està organitzada pel Dicasteri pels laics, la família i la vida, que "promou la cura pastoral de les famílies, protegeix els seus drets i dignitat en l'Església i en la societat civil, perquè puguin ser capaços de complir les seves funcions". La del 2015 es va celebrar a Filadèlfia i la del 22 al 26 d'agost de 2018 serà a Dublín.

## Edicions
| Edició                                                       | Tema                                                          | Lloc i data                                    | Materials                                                 |
| ------------------------------------------------------------ | ------------------------------------------------------------- | ---------------------------------------------- | --------------------------------------------------------- |
| I Trobada Mundial de les Famílies                            |                                                               | Roma, Itàlia, 8-9 d'octubre de 1994            | Discurs i Homilia de Joan Pau II                          |
| II Trobada Mundial de les Famílies                           | "La família: do i compromís, esperança per a la humanitat"    | Rio de Janeiro, Brasil, 4 -5 d'octubre de 1997 | Discurs i Homilia de Joan Pau II                          |
| III Trobada Mundial de les Famílies: Jubileu de les famílies | "Els fills, primavera de la família i de la societat"         | Roma, Itàlia, 11-15 d'octubre del 2000         | Discurs i Homilia de Joan Pau II                          |
| IV Trobada Mundial de les Famílies                           | "La família cristiana: una nova bona per al Tercer Mil·lenni" | Manila, Filipines, 25-26 de gener de 2003      | Discurs de Joan Pau II                                    |
| V Trobada Mundial de les Famílies                            | "La transmissió de la fe en les famílies"                     | València, País Valencià, 1-9 de juliol de 2006 | Discurs i Homilia de Benet XVI                            |
| VI Trobada Mundial de les Famílies                           | "La família, formadora en els valors humans i cristians"      | Mèxic DF, Mèxic, 16-18 de gener de 2009        | Discurs de Benet XVI i Homilia del Card. Tarcisio Bertone |
| VII Trobada Mundial de les Famílies                          | "La família, el treball i la festa"                           | Milà, Itàlia, any 2012                         |                                                           |
| VIII Trobada Mundial de les Famílies                         |                                                               | Filadèlfia, Estats Units, any 2015             |                                                           |
| IX Trobada Mundial de les Famílies                           |                                                               | Dublín, Irlanda, any 2018                      |                                                           |